# Атлетика на Летњим олимпијским играма 1904 — 200 метара препоне за мушкарце
Такмичење у атлетској дисциплини трчање на 200 метара препоне уврштено је први пут у програм Олимпијских игара 1900. у Паризу, где се задржало још и на Играма 1904. у Сент Луису и више се није појављивало на међународним атлетским такмичењима у организацији ИААФа.
У трци на стадиону Франсис филд учествовало је 5 атлетичара, а сви су били из Сједињених Америчких Држава. Такмичење је одржано од 1. септембра 1904. Због малог броја учесника није било предтакмичења. Одржана је само финална трка.

## Рекорди пре почетка такмичења
| Најбољи резултат на свету | ?    | ?               | ?   | ?                | ?             |
| Олимпијски рекорд         | 25,4 | Алвин Кранцлајн | САД | Париз, Француска | 16. јул 1900. |

## Освајачи медаља
|                 |                   |               |
| Хари Хилман САД | Френк Каслман САД | Џорџ Поуџ САД |

## Нови рекорди после завршетка такмичења
| Олимпијски рекорд | 24,6 | Хари Хилман | САД | Сент Луис, САД | 1. септембар 1904. |

### Финале
| Место | Атлетичар         | Резултат |
| ----- | ----------------- | -------- |
|       | Хари Хилман САД   | 24,6 ОР  |
|       | Френк Каслман САД | 24,9     |
|       | Џорџ Поуџ САД     |          |
| 4.    | Џорџ Варнел САД   |          |
| 5.    | Фредерик Шуле САД |          |